# 10437 van der Kruit
A 10437 van der Kruit (ideiglenes jelöléssel 6085 P-L) a Naprendszer kisbolygóövében található aszteroida. Cornelis Johannes van Houten,  Ingrid van Houten-Groeneveld és Tom Gehrels fedezte fel 1960. szeptember 24-én.